# Siège de Bayonne (1374)
Pour les articles homonymes, voir Siège de Bayonne.
Guerre de Cent Ans
Batailles
Le siège de Bayonne a lieu en juin 1374 pendant la guerre de Cent Ans. Il est mené par le roi Henri II de Castille, qui cherche à reprendre la ville aux Anglais. Le siège castillan est un échec et Henri doit se retirer.

## Contexte
En juin 1373, Jean de Gand, fils du roi Édouard III d'Angleterre, débarque en France afin de déstabiliser le roi Charles V le Sage. Il conduit à travers la France une chevauchée dévastatrice à partir d'août 1373. Mais celle-ci reste sous contrôle : Philippe le Hardi tient les ponts et les châteaux sur son aile droite, Bertrand du Guesclin la suit et empêche tout repli vers Calais. Elle traverse la Picardie et le Vermandois mais, ne pouvant aller vers l’ouest, elle se dirige vers Reims, puis Troyes où elle trouve portes closes. Jean de Gand ne peut rejoindre la Bretagne, il tente donc de rallier la Guyenne en traversant le Limousin. La fin de l’expédition se fait à pied et perd la moitié de ses effectifs. La chevauchée est sauvée d’un désastre plus complet par les villes du Limousin qui ouvrent leurs portes sans coup férir. Pourtant, l’arrivée piteuse du résidu des troupes de Jean de Gand à Bordeaux en décembre 1373 brise le moral des fidèles au roi d’Angleterre : les Français avancent nettement, reprenant le Limousin, mais surtout en entrant dans La Réole qui verrouille le Bordelais. 
Sans espoir, Jean de Gand rentre en Angleterre en avril 1374. Édouard III ne conserve alors en France plus que les villes de Calais, Cherbourg, Brest, Bordeaux et Bayonne. Charles V de France décide de reprendre une à une ces villes, ce qui empêcherait tout nouveau débarquement anglais sur le continent. Louis d'Anjou, frère de Charles V, décide en juin 1374 de chasser les Anglais de Guyenne. Établi à Toulouse, Louis demande au roi Henri II de Castille de marcher avec lui contre Bayonne. Henri II, qui s'était emparé du trône de Castille en 1369 grâce au soutien français, se sent redevable et décide d'honorer la demande de son allié.

## Le siège de Bayonne
Henri II traverse immédiatement la Bidassoa avec 20 000 soldats, dont 5 000 lanciers, 1 200 cavaliers et 5 000 fantassins. Il s'empare de Saint-Jean-de-Luz très rapidement. Il met ensuite le siège devant Bayonne, qu'il encercle également avec sa flotte. Bayonne est alors une ville stratégique reliant le royaume d'Angleterre à celui de Navarre. Or, le roi Charles II de Navarre s'est parjuré face aux Français lorsqu'il a tenté sans succès de se saisir de la couronne de France en 1358, au détriment de Charles V. Charles V souhaite que cette ville soit contrôlée par son allié castillan, afin de neutraliser le roi de Navarre et l'empêcher de continuer ses intrigues avec les Anglais.
Néanmoins, lorsque Henri II met le siège devant Bayonne, Louis d'Anjou ne paraît pas. Ce dernier est en effet resté à Toulouse car il craint que les Anglais n'en profitent pour y lancer une offensive surprise. Henri affronte seul les Anglais à Bayonne. La ville est vivement défendue par son commandant William Elmham. Le manque de soutien de la part des Français convainc Henri de Castille de lever le siège. Il a alors perdu 12 000 hommes. 

## Suites
Rentré en toute hâte à Burgos, où il laisse le commandement d'une partie de son armée à son fils Jean, Henri II de Castille marche vers Séville, où est stationnée sa flotte. Déterminé à convaincre Charles V de sa bonne foi, Henri rassemble 15 de ses meilleures galères. Il les place sous la conduite de Fernando Sánchez de Tovar. Ce dernier mène jusqu'en 1380 une série de raids le long de la côte anglaise avec l'amiral français Jean de Vienne. 
Même si le siège de Bayonne est un échec pour Charles V, les raids castillans contre l'Angleterre lui apportent du répit. Entre 1369 et 1375, les Français ont en effet réussi à reprendre la quasi-totalité des territoires cédés à Édouard III au traité de Brétigny en 1360. Les combats se limitent désormais à quelques affrontements navals mais la deuxième phase de la guerre de Cent Ans s'achève de fait en 1375 par une victoire française indéniable. L'effort des Castillans a sans doute contribué au succès de Charles V. 